# Eparchie ovručská
Eparchie Ovruč je eparchie ukrajinské pravoslavné církve Moskevského patriarchátu.

## Území a titul biskupa
Zahrnuje správní hranice území Jemilčynského, Korosteňského, Luhynského, Malynského, Narodyčského, Ovručského, Olevského, Radomyšlského, Chorošivského rajónu Žytomyrské oblasti.
Eparchiálnímu biskupovi náleží titul biskup ovručský a korosteňský.

## Historie
Od roku 1924 do roku 1925 nesl titul biskup ovručský Maxim (Žižilenko).
Dne 22. června 1993 Svatý synod Ukrajinské pravoslavné církve zřídil z části území žytomyrské eparchie eparchii ovručskou.

## Seznam biskupů
- 1924–1925 Maxim (Žižilenko) svatořečený mučedník

### Eparchie ovručská
- od 1993 Vissarion (Stretovyč)